# Optevoz
Optevoz és un municipi francès, situat al departament de la Isèra i la regió d'Alvèrnia-Roine-Alps.